# Friendly Versilia
Il progetto Friendly Versilia nacque nel 1998 per iniziativa di Arcigay Pride! di Pisa, al fine di promuovere l'offerta turistica rivolta a gay e lesbiche in Versilia, e in particolar modo nelle cittadine di Viareggio e Torre del Lago Puccini. Oggi è uno dei più rilevanti fenomeni di turismo gay in Italia.

## Storia
Già nei primi anni sessanta, la marina di Torre del Lago e in particolare la spiaggia libera della Lecciona, a quel tempo spiaggia nudista, era meta di turismo LGBT, anche per via della vicina presenza del Festival Puccini, seguito da tanti gay amanti della musica lirica.
La storia di Friendly Versilia nacque il 26 febbraio 1998 quando arrivò all'Arcigay Pride! di Pisa, una segnalazione da parte di un locale della Marina di Torre del Lago, i cui proprietari gay friendly erano seccati dai continui controlli che i carabinieri continuavano a fare solamente alle coppie omosessuali che sedevano ai tavoli. L'Arcigay intervenne allora sulla stampa e scrisse al Garante per la protezione dei dati personali, suggerendo che il Comune avrebbe fatto bene a "incentivare il turismo gay, come iniziava ad accadere in altre parti d'Europa".
Riccardo Bertini, allora assessore al turismo del Comune di Viareggio, rispose positivamente, e fu così che nacque Friendly Versilia, in quanto "circuito di promozione e qualificazione della presenza turistica gay e lesbica" a Viareggio e Torre del Lago. Nel maggio 1998 venne stampata in ventimila copie la prima guida turistica rivolta alla clientela gay: aderirono il Consorzio degli Albergatori, un bar e alcuni ristoranti della zona. A presentare l'iniziativa furono Riccardo Bertini, Marialina Marcucci (vice presidente della Regione Toscana), Franco Grillini (allora presidente di Arcigay Nazionale) e Alessio De Giorgi (allora presidente dell'Arcigay di Pisa).

### Le polemiche e l'aggressione
Non mancarono però le polemiche, soprattutto dopo che la rivista Panorama vi dedicò un ampio servizio: la destra cittadina tuonò più volte contro l'iniziativa, accusando gli organizzatori di voler creare un ghetto e arrivando a chiedere un referendum sul turismo gay.
Il 1999 fu quindi un anno molto caldo per Friendly Versilia. Si aprì con un acceso dibattito in Circoscrizione di Torre del Lago sul turismo gay, con offese e insulti ai rappresentanti di Arcigay (tra loro Franco Grillini) e si chiuse ancor peggio. La sera del 19 agosto sulle rive del Lago di Massaciuccoli si doveva infatti tenere una serata di cabaret con alcuni artisti gay, tra cui Alessandro Fullin, organizzata da Arcigay nell'ambito di una rassegna finanziata dal Comune di Viareggio. Alcune persone erano però disposte a tutto pur di impedire l'iniziativa, perciò dapprima un pezzo del palco venne gettato da sconosciuti nelle acque del lago, poi lo spettacolo venne interrotto e di fatto impedito con urla e minacce da una ventina di manifestanti.

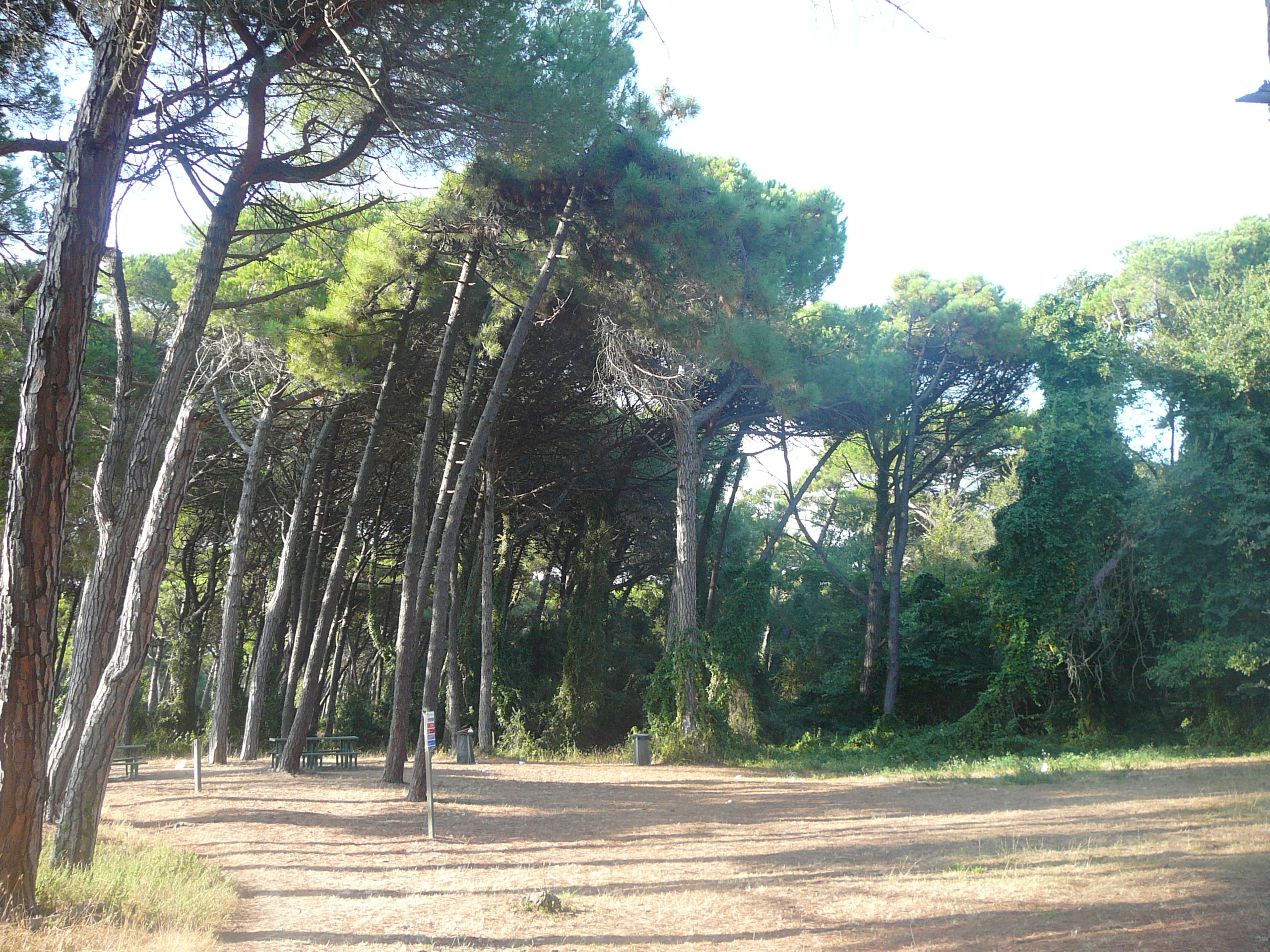
La pineta di Torre del Lago, meta di incontri

È così che Torre del Lago finì sulle pagine della stampa nazionale: Insulti e minacce, interrotto lo show gay. Aggressione in mezzo alla folla a Torre del Lago, tra i dimostranti alcuni consiglieri di An  Archiviato il 10 ottobre 2007 in Internet Archive., titolò in prima pagina La Stampa; Versilia, assalto alla festa gay. "Finirete nei forni crematori". Squadraccia in azione a Torre del Lago: urla e botte impediscono lo svolgimento di una serata di cabaret, titolò La Repubblica. Di "intollerabile atto di squadrismo" parlò infine l'Unità.
Marco Marcucci, sindaco di Viareggio, firmò su Il Tirreno un editoriale coraggioso, difendendo la scelta di sostenere l'iniziativa e dichiarando che «il turismo omosessuale sarà per Viareggio motivo di vanto»; intervennero stigmatizzando l'accaduto Massimo D'Alema, allora Presidente del Consiglio, e Laura Balbo, allora Ministro per le pari opportunità. La vicenda finì poi nelle aule del tribunale, per le denunce presentate dall'Arcigay.
L'anno 2000 fu decisamente più sereno per gli organizzatori di Friendly Versilia, che nel frattempo era diventata un'associazione d'imprese. Nell'anno del World Pride 2000 a Roma, la Circoscrizione di Torre del Lago provò a negare alla festa che stava per essere organizzata a ferragosto la concessione del suolo pubblico ma, con un gesto a sorpresa, Arcigay ritirò la richiesta di autorizzazione e diede vita ad una festa sulla Marina di Torre del Lago, con uno show a sorpresa delle Hostess di Volo, gruppo milanese di drag queen, su un palco improvvisato su una piccola Ape Piaggio 50.

Sempre nel 2000, sorse un bed and breakfast gay a Torre del Lago, il primo di una lunga serie.

### Le polemiche si placano
Negli anni successivi, le polemiche si placarono molto lentamente e, anche se a tutt'oggi non sono ancora sopite, il clima si è notevolmente rasserenato. La realtà economica rappresentata oggi da Friendly Versilia rappresenta certamente un viatico per tanti che all'inizio rigettavano con sdegno l'idea che la comunità gay potesse uscire dalla clandestinità e organizzarsi con strutture ricettive gay e gay-friendly, facendo di Torre del Lago una nota destinazione gay.
Lo sviluppo edilizio del Viale a Mare di Torre del Lago è senza precedenti e nel giro di 3-4 anni sorgono ristoranti, locali da ballo, bar e pub.
Tutta questa popolarità però segna anche l'accendersi di conflittualità con la popolazione locale, che ha visto nel giro di pochi anni invadere il piccolo paese da un'ondata di turismo, che ha il suo picco il sabato sera nella stagione estiva, quando la circolazione dei veicoli supera di gran lunga la capacità del limitato sistema viario. Per questo problema si sta studiando ancora al 2006 una valida soluzione.
Nel 2005 gli aderenti a Friendly Versilia formarono un Consorzio, mentre la Regione Toscana decise di concedere un finanziamento al progetto di una campagna di comunicazione in Italia e in Europa: è stata una delle prime volte in Italia che un ente locale ha sposato un progetto di turismo gay.

### Gli episodi di omofobia
È dalla stagione 2006 che esplodono via via alcuni casi di violenza omofobica. 
Nel giugno 2006, un cuoco di un bar gay viene aggredito da tre ragazzi che come suoneria del cellulare hanno Faccetta nera.
A inizio agosto viene annunciata una manifestazione della forza politica neofascista Forza Nuova contro il Friendly Versilia Mardi Gras, che però è vietata dal questore.
Ma è sulle cronache dei giornali di fine agosto che una ragazza lesbica racconta di essere stata violentata in pineta da due ragazzi viareggini. Esplode la polemica e Viareggio si mobilita, organizzando per il 16 settembre, nel significativo giorno dell'anniversario della liberazione della città dal nazifascismo, una partecipata manifestazione di protesta.
Nel maggio 2007 un giovane gay pisano viene aggredito davanti ai locali da tre nordafricani. Nel luglio i proprietari di un bed and breakfast gay vengono minacciati di morte da alcuni vicini e presi di mira con atti vandalici, mentre ad agosto quattro ragazze lesbiche in soggiorno a Torre del Lago denunciano di essere state aggredite a calci dai loro vicini di appartamento perché facevano troppo rumore. Un piccolo episodio nel luglio 2010, quando un bagnino sulla spiaggia gay della Lecciona voleva impedire a una coppia gay di darsi un bacio, episodio che però ha trovato particolare eco sui mass media e che si è concluso positivamente con le scuse della cooperativa che aveva in appalto la spiaggia e del bagnino stesso.

### L'apogeo
Nel settembre 2006, il Consorzio Friendly Versilia fu l'organizzazione ospite del primo simposio in Italia dell'IGLTA, l'associazione di turismo gay internazionale.
Il 2010 può essere definito come l'anno dell'apogeo del Friendly Versilia, quando, tra l'altro, la sigla del Mamamia, Redefinition degli Infernal, e la sua coreografia diventano piano piano popolari a livello nazionale. Le stime parlavano di circa 100.000 turisti all'anno, sia dall'Italia che dall'estero.
Nel 2011 al Consorzio aderiva un totale di 49 imprese, tra cui 7 bar gay e discoteche, una spiaggia gay attrezzata, 4 ristoranti, 9 bed and breakfast di proprietà e gestiti da gay o gay friendly, 20 alberghi e 2 campeggi gay-friendly, un tour operator ed altre attività commerciali e culturali.

### La crisi
Dall'estate del 2011, conflitti col Comune di Viareggio, con l'Ente Parco e con la comunità di Torre del Lago, assieme a un generale peggioramento delle condizioni di sicurezza notturne nella Marina di Torre del Lago, portarono a ripetuti controlli delle autorità, che anziché riuscire ad arginare i fenomeni malavitosi (ormai cospicui, essendo amplissimo l'afflusso di visitatori in un'area vasta e scarsamente controllabile per le ampie zone di macchia), si rivolsero contro gli esercenti, riscontrando soltanto allora numerose irregolarità, e obbligandoli a più riprese a sequestri e chiusure, con un drastico ridimensionamento delle attività ricreative e della possibilità di trasmettere musica. Anche il locale simbolo, il Mamamia, fu costretto a ridimensionarsi chiudendo la terrazza, che era stata fino ad allora il fulcro dell'animazione, e anticipando notevolmente l'orario di chiusura.
In seguito a ciò si cercò di dirottare gli avventori in altre strutture appositamente organizzate, come discoteche di Lucca, di Marina di Pisa e della stessa Torre del Lago (lo storico Frau Marlene). Problemi analoghi, con una certa ostilità (o perlomeno disinteresse) da parte delle istituzioni, si verificarono anche nel 2012, e se l'anno precedente il crollo del turismo nazionale e internazionale era stato in qualche modo arginato, il numero di visitatori è andato poi fortemente decrescendo nelle stagioni successive, fino a una sconsolante estate 2014, la prima senza Mardi Gras, penalizzata anche dal maltempo e da ripetute aggressioni nei confronti dei visitatori nelle immediate vicinanze della Marina. Nel 2015, sebbene il Mamamia abbia ripreso l'attività di intrattenimento come ai vecchi tempi, alla Marina di Torre del Lago le attività ricreative, ristorative e turistiche restano pesantemente ridimensionate rispetto a cinque anni prima, con molti degli esercizi chiusi (compresi gli storici Boca Chica e Priscilla), in attesa di un rilancio.
La stagione estiva di Friendly Versilia si apre normalmente nell'ultima settimana di aprile e termina a fine settembre. Tra gli eventi ricorrenti, la settimana nazionale lesbica chiamata LesWeek a metà luglio ed i concorsi nazionali di Miss Drag Queen Italia a fine luglio e di Mister Gay Italia e Miss Trans nella seconda metà di agosto.

### Una nuova rinascita
Negli ultimi anni la comunità LGBTQ+ italiana ha cominciato a frequentare nuovamente la Versilia. I locali gay di Torre del Lago, quasi tutti dello stesso proprietario, hanno ripreso a fare serate tutta l'estate, ma anche in inverno. La Lecciona rimane una delle spiagge gay più frequentate di tutta la Toscana.

## Il Friendly Versilia Mardi Gras

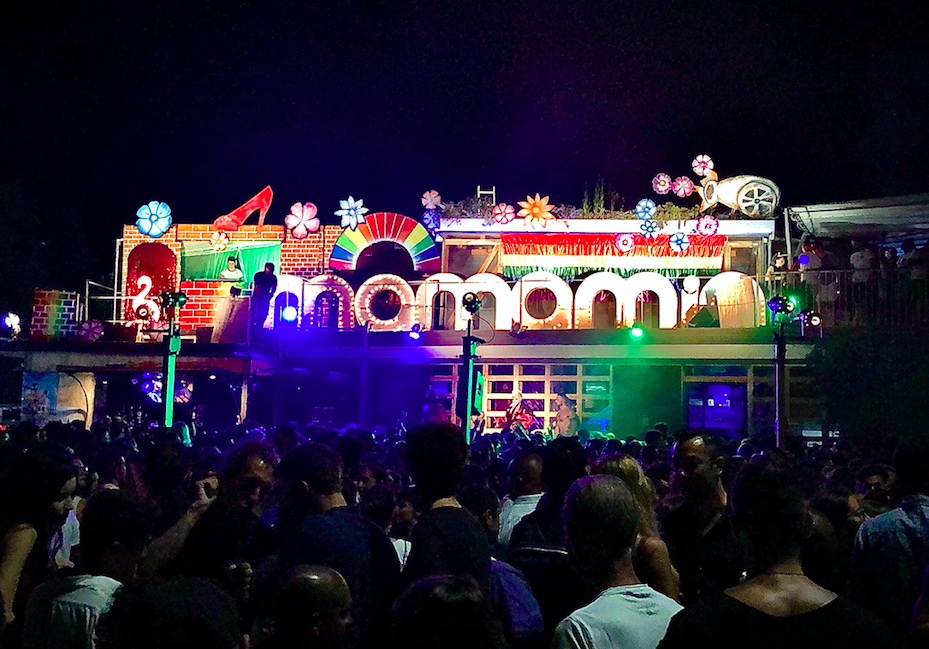
Il Mamamia di Torre del Lago Puccini (estate 2019)

La manifestazione principale del Friendly Versilia era il Mardi Gras (martedì grasso), termine scelto dagli organizzatori sia per un tributo alla tradizione di Viareggio, fortemente legata al Carnevale, ma soprattutto per il riferimento ad uno degli eventi LGBT più importanti al mondo, il Sydney Gay and Lesbian Mardi Gras, che ogni anno attira centinaia di migliaia di partecipanti da ogni angolo del mondo.

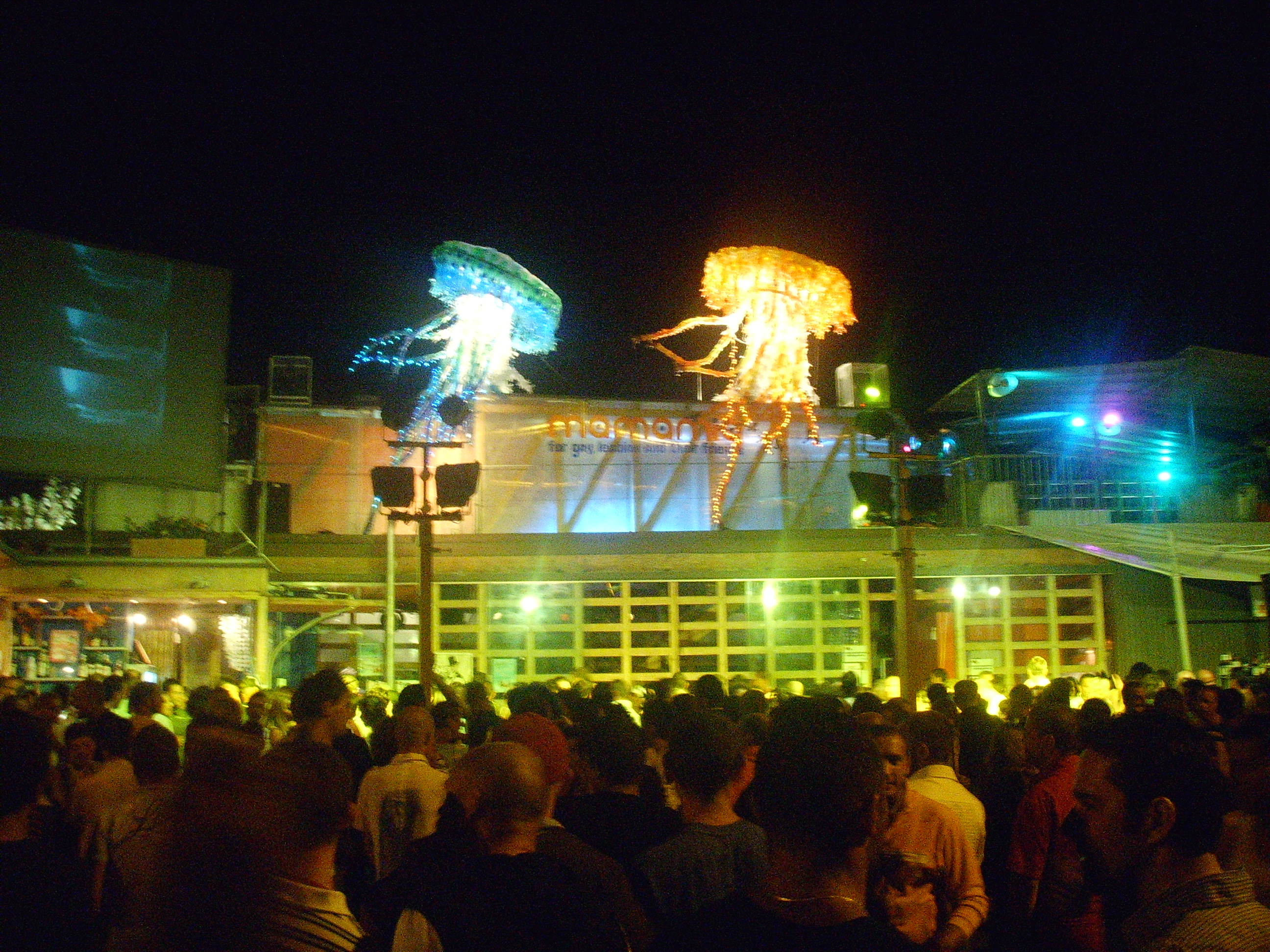
Il Mamamia di Torre del Lago (estate 2006)

Il Mardi Gras della Versilia si è tenuto normalmente intorno a ferragosto e attirava una media di 50.000 spettatori su quattro o cinque sere di spettacolo. La prima edizione risale al 1999, anche se per registrare ospiti di un certo rilievo occorre aspettare il 2001. La direzione artistica della manifestazione è stata affidata dal 2002 al 2006 all'artista Fabio Canino, nel 2007 è passata a Giorgio Bozzo, per poi tornare a Fabio Canino nel 2009. Ne 2013 si è tenuta per l'ultima volta la manifestazione.
Ecco i principali artisti e le personalità che si sono succeduti:
- 2001: Ospiti: Paola & Chiara e Nilla Pizzi. Il regista Ferzan Özpetek è eletto personaggio gay dell'anno per Le fate ignoranti.
- 2002: Ospiti: Rita Pavone, Platinette, Ambra Angiolini e Sabrina Salerno. Personaggio dell'anno Amanda Lear.
- 2003: Ospiti: Dolcenera, Paolo Meneguzzi e Vladimir Luxuria. Personaggio dell'anno don Franco Barbero.
- 2004: Ospiti: Gloria Gaynor, Jimmy Somerville, il trasformista Ennio Marchetto e la drag queen Billy More. Personaggio dell'anno Moira Orfei.
- 2005: Ospiti: primo concerto in Italia dei Village People, Alcazar, Gennaro Cosmo Parlato in duetto con il coro maschile del Festival Puccini e nuovamente Dolcenera. Personaggio dell'anno Niki Vendola, da poco eletto presidente della regione Puglia. Fra gli ospiti alcuni candidati gay friendly alle primarie dell'Unione: Fausto Bertinotti, Antonio Di Pietro, Alfonso Pecoraro Scanio e Ivan Scalfarotto.
- 2006: Ospiti: i Ricchi e Poveri, Dolcenera, Luca Dirisio, Jenny B e Pago. Personaggio dell'anno Vladimir Luxuria, ospite politico insieme a Daniele Capezzone. Serata finale esterna al teatro del Festival Puccini, con un recital di Gennaro Cosmo Parlato, insieme a Platinette e Patty Pravo. Quell'anno il Mardi Gras fu sponsorizzato da Citroën.
- 2007: Ospiti: i Bjorn Again, i ragazzi di Amici con Platinette, Ennio Marchetto, gruppi di drag queen da Italia, Norvegia e Spagna impegnati in un Drag Queen Gala. A presentare Costantino della Gherardesca e la drag queen Regina Miami. Personaggio dell'anno Maurizio Costanzo, ospite insieme a Marco Cappato ed Aurelio Mancuso. Continuazione ideale della manifestazione sull'emittente satellitare SKY Vivo di Sky, con uno speciale dedicato.
- 2008: Ambra Angiolini e Paola & Chiara
- 2009: tornato sotto la direzione di Fabio Canino, nella presentazione affiancato dal comico toscano Paolo Ruffini, il festival ha visto come ospiti le cantanti Malika Ayane, Alexia e AmbraMarie, gli Abba Show, la comica Gabriella Germani. Personaggio dell'anno lo scrittore marocchino Abdellah Taïa
- 2010: Alessandra Amoroso e l'astrofisica Margherita Hack come personaggio gay dell'anno. L'anno però si caratterizza anche perché sulla Marina vengono ospitate la festa nazionale dei Giovani Democratici con ospiti come Massimo D'Alema e la finale nazionale di Mister Gay Italia condotta da Fabio Canino
- 2011: Don Andrea Gallo come personaggio gay dell'anno, mentre il Sottosegretario alla Famiglia Carlo Giovanardi in un "uno contro tutti" capitanato da Paolo Patanè, presidente nazionale di Arcigay. Ospiti gli artisti Sabrina Salerno e il norvegese Tom Stereo. A margine la finale nazionale di Mister Gay Italia condotta da Paolo Ruffini
- 2012: Personaggio gay dell'anno Francesco Cirillo.
- 2013: Ospiti le Lollipop.